# Nassella nidulans
Nassella nidulans är en gräsart som först beskrevs av Carl Christian Mez, och fick sitt nu gällande namn av Mary Elizabeth Barkworth. Nassella nidulans ingår i släktet nassellor, och familjen gräs. Inga underarter finns listade i Catalogue of Life.